# Kiang Ya
Die Kiang Ya war ein chinesisches Passagierschiff, das Anfang Dezember 1948 sank. Bei ihrem Untergang kamen mindestens über 2000, nach anderen Quellen sogar 3920 Menschen ums Leben. Das Ereignis gilt als zweitgrößte zivile Schiffskatastrophe, nach dem Untergang der Doña Paz 1987.

## Geschichte
Das Küstenpassagierschiff wurde 1939 als Hsing Ya Maru von der Werft Harima Shipbuilding & Engineering Company im japanischen Harima gebaut. Auftraggeber war die Tokyoter Reederei Toa Kaiun Kabushiki  Kaisha. 1947 veräußerte Toa Kaiun das Schiff an die chinesische Reederei China Merchants Steam Navigation Company, die das Schiff in Kiang Ya umbenannte und von Shanghai aus in der chinesischen Küstenfahrt einsetzte.

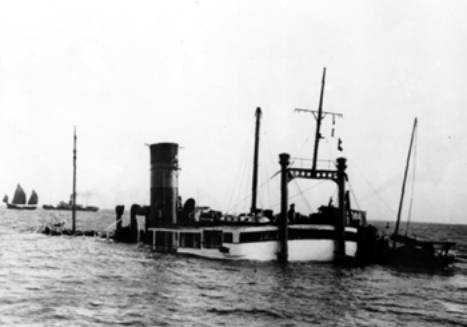
Das gesunkene Schiff

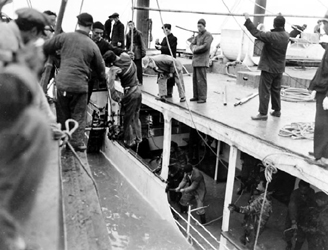
Aufnahme während der Bergung

Am frühen Abend des 3. (andere Quelle 4.) Dezember 1948 verließ das Schiff den Hafen von Shanghai auf einer Reise nach Ningbo. Die Kiang Ya durfte bis zu 1186 Passagiere befördern, offiziell befanden sich 2250 Passagiere an Bord. Aufgrund des seinerzeit herrschenden Bürgerkriegs flüchteten große Zahlen an Menschen vor den heranrückenden kommunistischen Truppen. Daher befanden sich wahrscheinlich noch weitere 1200 zusätzliche Passagiere auf dem Schiff.
In der Mündung des Flusses Huangpu Jiang, etwa 15 Seemeilen nach der Passage des Wosung-Wellenbrechers, ereignete sich im Achterschiff eine Explosion, woraufhin die Kiang Ya in kurzer Zeit im verhältnismäßig flachen Wasser des Flussabschnitts sank. Durch die Explosion wurde die Funkanlage des Schiffes unbrauchbar gemacht, weshalb vom Schiff aus keine Hilfe herbeigerufen werden konnte. Erst nach mehreren Stunden wurden andere Fahrzeuge auf das gesunkene Schiff aufmerksam, dessen oberer Teil der Aufbauten noch aus dem Wasser ragte. Es wurden zwischen 700 und 1000 Personen von anderen Fahrzeugen geborgen, zwischen 2000 und 3920 Personen kamen um.
Die Ursache für die Explosion, die zum Sinken des Schiffes führte, ist bis heute nicht aufgeklärt worden, es wird jedoch eine im Zweiten Weltkrieg ausgelegte japanische Seemine angenommen.
Das Wrack verblieb zunächst für mehrere Jahre an der Untergangsstelle. Im Oktober 1956 wurde das Schiff gehoben, danach instand gesetzt und ab 1959 als Chiang Ya für die Reederei China People’s Steam Navigation Company wieder in Fahrt gebracht. 1967 folgte eine Übertragung auf den chinesischen Staat und eine Umbenennung auf den Namen Dong Fang Hong 8. Erst 1992 wurde das Schiff schließlich aus dem Register gelöscht.